# Шуа Суребі
Шуа Суребі (груз. შუა სურები) — село в Грузії.
За даними перепису населення 2014 року в селі проживає 178 осіб.